# Omar N. Bradley

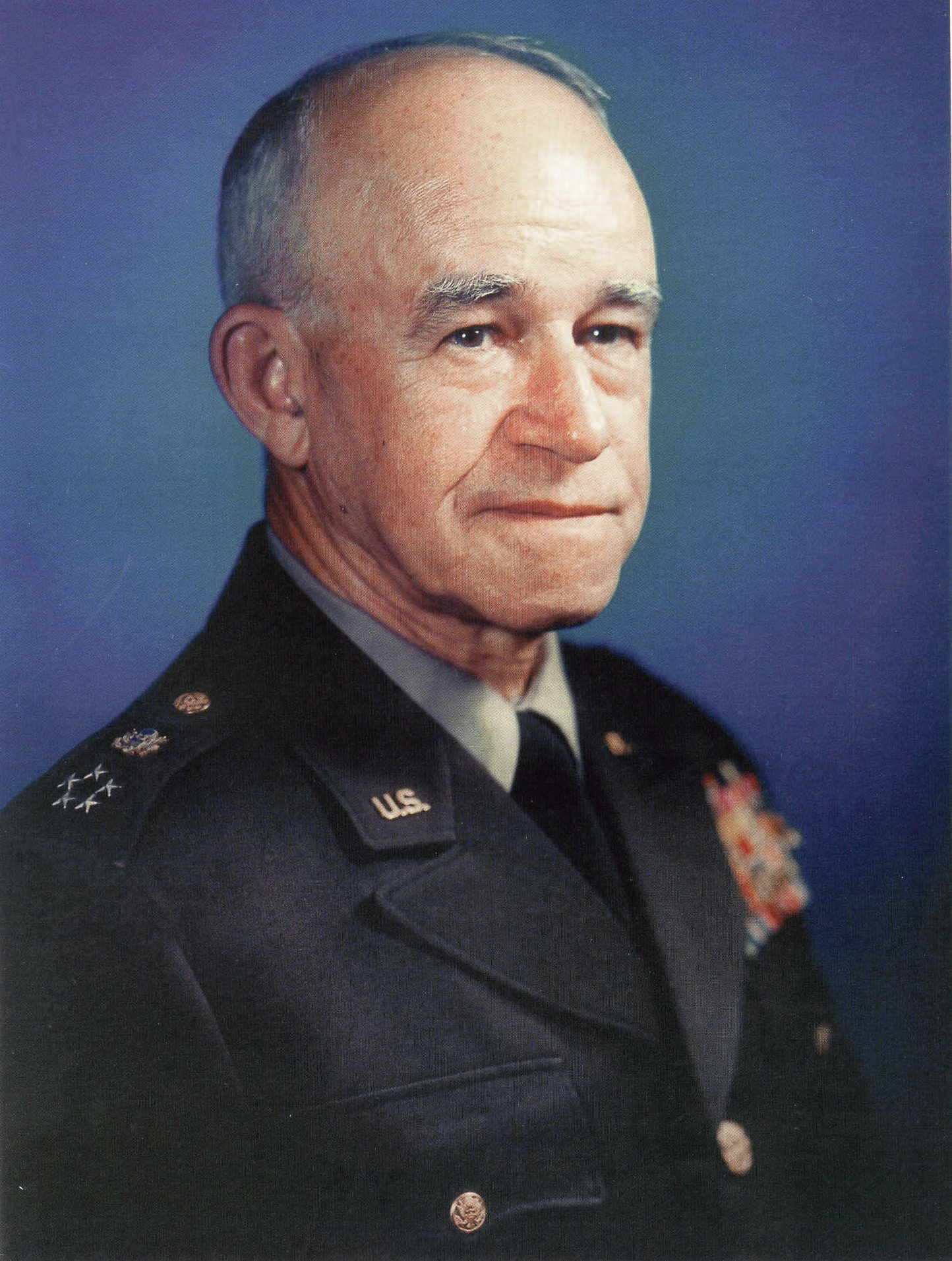
Omar Bradley

Omar Nelson Bradley (* 12. Februar 1893 in Clark, Missouri; † 8. April 1981 in New York City) war ein US-amerikanischer General of the Army und einer der führenden Kommandeure der US-Streitkräfte im Zweiten Weltkrieg in Nordafrika und Europa.

## Leben

### Vor dem Ersten Weltkrieg

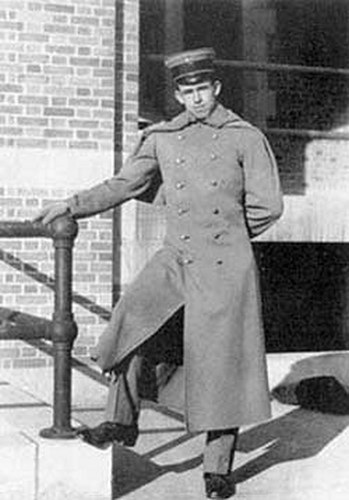
Bradley während seiner Studienzeit in West Point

Bradley wuchs als Sohn eines Lehrers in einfachen Verhältnissen im Randolph County im US-Bundesstaat Missouri in der Nähe seines Geburtsorts Clark auf. Er besuchte örtliche Schulen und wollte zunächst versuchen, sich an der Universität von Missouri in Columbia einzuschreiben. Man riet ihm jedoch, es mit der Militärakademie in West Point zu versuchen. Bradley erzielte den ersten Platz bei den Eignungstests in seiner Region und begann sein Studium 1911. Seinen Abschluss machte er 1915, in einem Jahrgang, aus dem 59 künftige Generale hervorgingen, unter anderem Dwight D. Eisenhower. Militärhistoriker nennen sie “the class the stars fell on” (deutsch: „der Jahrgang, auf den die Sterne fielen“), in Anspielung auf den Stern als Rangabzeichen der Generale.

### Erster Weltkrieg
Bradley wurde in das 14. US-Infanterieregiment versetzt, wurde aber wie viele seiner Kameraden nicht im Ersten Weltkrieg in Europa eingesetzt. Stattdessen erhielt er eine Reihe von Aufgaben in der Heimat. So wurde er 1915 First Lieutenant (Oberleutnant) an der mexikanischen Grenze. Beim Kriegseintritt der USA 1917 wurde er zum Captain (Hauptmann) befördert und trat einen Posten in Montana an. Im August 1918 wurde Bradley in die 19th Infantry Division versetzt, die nach Europa ausrücken sollte. Die Influenza-Pandemie (Spanische Grippe) und der Waffenstillstand führten jedoch dazu, dass er die USA nicht verließ.

### Zwischenkriegszeit
Zwischen den Weltkriegen lehrte und studierte Bradley. Von 1920 bis 1924 lehrte er Mathematik in West Point. Er wurde 1924 zum Major befördert und nahm am Kurs für fortgeschrittene Infanterie im damaligen Fort Benning (Georgia) teil. Nach einer kurzen Dienstzeit in Hawaii studierte er von 1928 bis 1929 an der Command and General Staff College in Fort Leavenworth. Ab 1929 lehrte er wieder in West Point, nur unterbrochen 1934 von einem Studium am Army War College. Er wurde 1936 zum Lieutenant Colonel befördert und diente ab 1938 im Kriegsministerium.

### Zweiter Weltkrieg

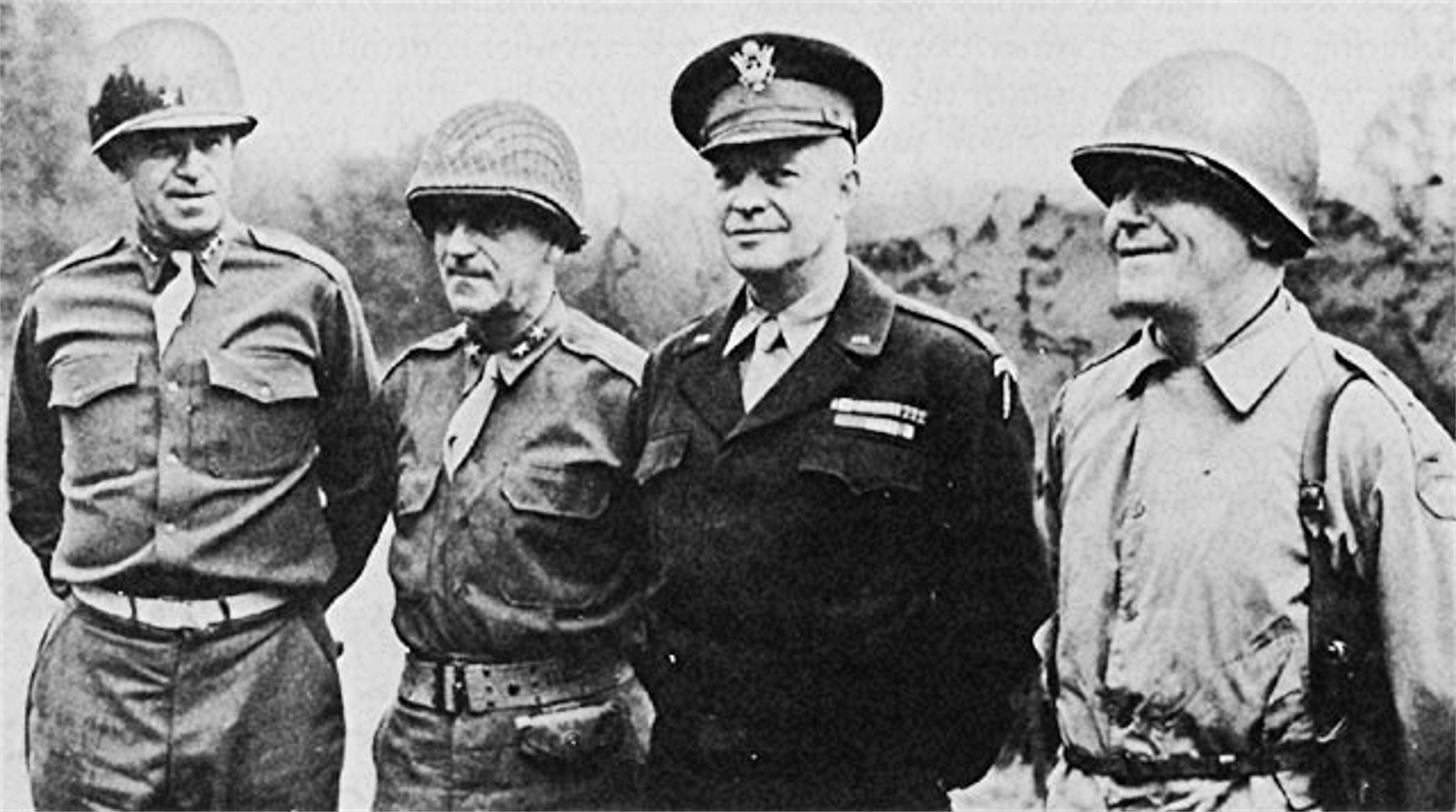
(von l. n. r.:) Bradley, Gerow, Eisenhower und Collins

Im Februar 1941 wurde Bradley zum Brigadier General befördert und erhielt ein Kommando in Fort Benning. Im Februar 1942 übernahm er das Kommando der 82nd Infantry Division und wechselte im Juni zur 28th Infantry Division.
Sein erstes Frontkommando erhielt Bradley erst Anfang 1943 nach der Operation Torch. Ihm sollte der Befehl über das VIII. US-Korps übergeben werden. Stattdessen wurde er dann aber nach Nordafrika gesandt, um unter Eisenhower und Patton zu dienen. Bradley war im April 1943 Kommandierender General des II. US-Korps und führte es in den entscheidenden Schlachten im April und Mai, in denen kurz vor Bizerta 40.000 deutsche Soldaten gefangen genommen wurden und kurz danach der Tunesien-Feldzug beendet wurde. Er wurde im Juni 1943 zum Generalleutnant befördert.
Im Juli 1943 landete Bradleys II. Korps als Teil von Pattons 7. US-Armee während der Operation Husky auf Sizilien. Aufgrund einer persönlichen Entgleisung Pattons während dieses Feldzugs (Ohrfeigen-Skandal an unter posttraumatischen Belastungsstörungen leidenden Veteranen) wurde später nicht dieser, sondern Bradley als Befehlshaber der amerikanischen Truppen bei der Invasion der Normandie ausgewählt. Der Befehl für die Gesamtoperation lag bei Dwight D. Eisenhower.

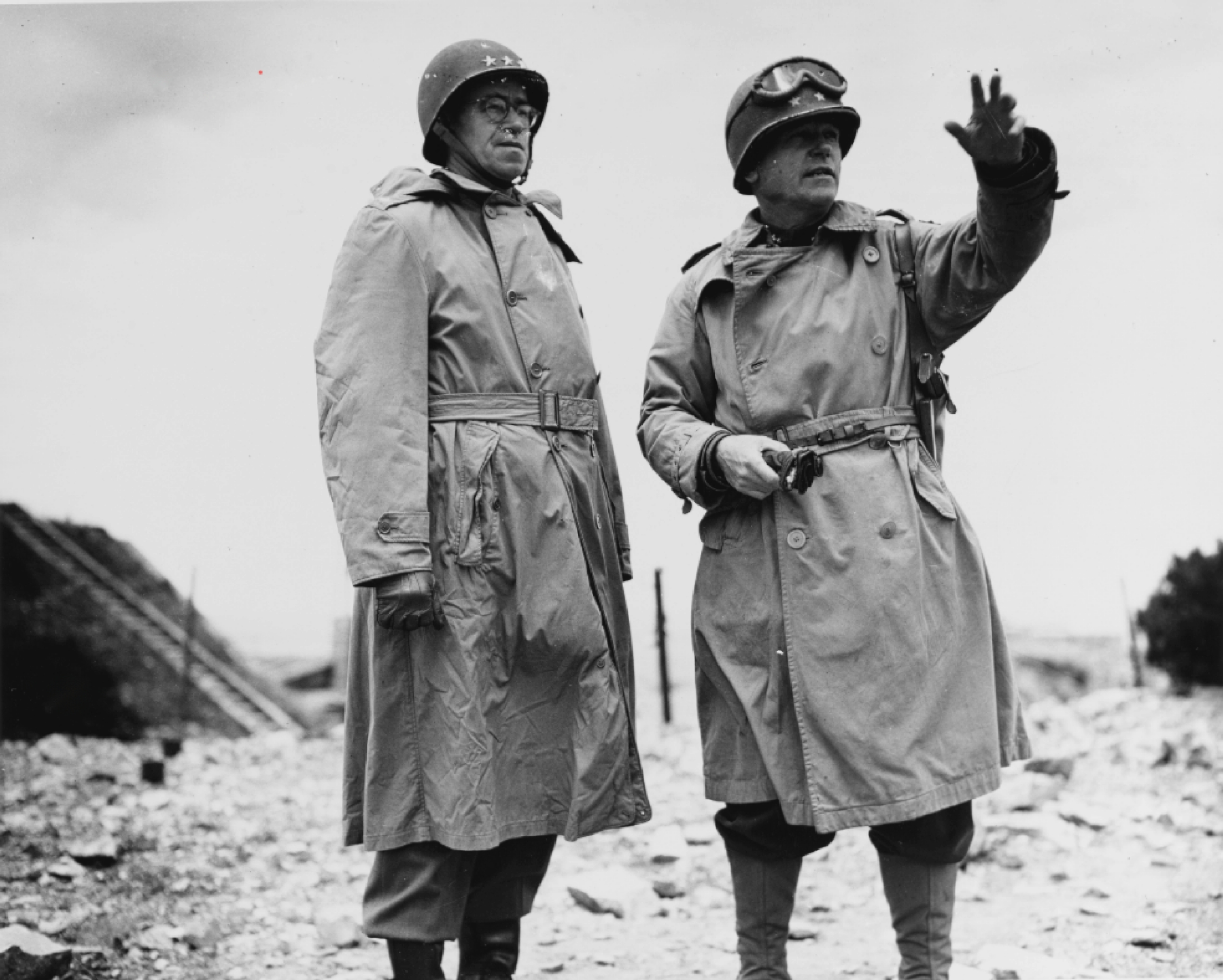
J. Lawton Collins (rechts) mit Omar N. Bradley nahe Cherbourg

Während der Operation Overlord Anfang Juni 1944 führte er die 1. US-Armee, die an den Stränden mit den Codenamen Utah und Omaha eingesetzt wurden. Die Armee nahm in der Folgezeit unter anderem Cherbourg ein. Im Juli plante Bradley die Operation Cobra, einen US-amerikanischen Ausbruchsversuch aus dem Brückenkopf Normandie, der auch zum größten Teil gelang. Am 26. Juli gelang ihm dadurch bei Saint-Lô der entscheidende Durchbruch, der es den Truppen der 3. US-Armee und anderen alliierten Truppen erlaubte, fast zwei deutsche Armeen im sogenannten Kessel von Falaise einzuschließen. Anfang August übernahm Bradley die Führung der 12. US-Heeresgruppe in Nord-Frankreich, die mit 21 Divisionen und insgesamt 900.000 Soldaten die größte Truppenansammlung war, die je von einem US-General befehligt wurde.
Die alliierte Militärführung sah anfänglich nicht vor, Paris zu erobern. Nach Aufständen durch Zivilisten und Résistance in der Stadt wurden die Alliierten jedoch dazu bewegt, einzugreifen. Eisenhower beauftragte Bradley damit, in die Stadt einzumarschieren, wofür er die 4th Infantry Division und die französische 2. Panzerdivision ansetzte (Schlacht um Paris). Paris kapitulierte am 26. August.
Die Armeen der 12. Heeresgruppe erreichten im September den Westwall. Anders als von Bradley vorgeschlagen, entschied sich Eisenhower zu diesem Zeitpunkt, die nächste alliierte Offensive im Norden der Front zu führen, die Operation Market Garden, die mit einer alliierten Niederlage und dem Verlust von über 16.000 Soldaten endete. Nach der Abwehr der deutschen Ardennenoffensive im Dezember 1944/Januar 1945 konnten Bradleys Armeen im März nach der Eroberung der Ludendorff-Brücke zwischen Remagen und Erpel den Rhein überqueren und erreichten im April die Elbe. Im März 1945 wurde er Vier-Sterne-General. Zum Zeitpunkt der deutschen Kapitulation gehörten Bradleys Heeresgruppe vier amerikanische Armeen mit zusammen 1,3 Millionen Soldaten an.

### Nachkriegszeit
Bradley war zwei Jahre nach Ende des Zweiten Weltkriegs der Leiter der United States Department of Veterans Affairs. Ihm wird zugeschrieben, dass er viel investiert hat, um das Gesundheitssystem des Departments zu verbessern, und dass er den Veteranen geholfen hat, ihre Bildungslücken (siehe G. I. Bill of Rights) zu schließen. Er wurde 1948 zum Chief of Staff of the Army sowie ein Jahr später zum offiziellen ersten Vorsitzenden des Vereinigten Generalstabs („Chairman of the Joint Chiefs of Staff“) ernannt.

Am 22. September 1950 wurde Bradley zum General of the Army, dem höchsten Rang der US Army, befördert und war damit der fünfte und bislang letzte Offizier, der diesen Rang erhielt. In dieser Funktion hatte er maßgeblichen Einfluss auf den Konflikt zwischen Truman und MacArthur. Insbesondere seine Aussage vor dem Senat, in der er auf die verheerenden Auswirkungen von MacArthurs Forderungen für die strategische Position der USA in Westeuropa hinwies, bewirkten einen starken Stimmungsumschwung in den USA.
1950 ernannte man Bradley zum Vorsitzenden des NATO-Komitees. In diesem Komitee verblieb er bis zum August 1953, als er den aktiven Militärdienst verließ, um einige Positionen in der Privatwirtschaft zu übernehmen. Eine dieser Positionen war von 1958 bis 1973 der Vorsitz im Vorstand der Bulova Watch Company.
1951 veröffentlichte er seine Memoiren unter dem Titel A Soldier’s Story. Darin widersprach er der aus dem Jahr 1945 stammenden Behauptung des britischen Feldmarschalls Bernard Montgomery, dieser habe die Ardennenschlacht gewonnen.
1966 heiratete er Esther Dora Buhler. Vier Jahre später war er militärischer Berater des Oscar-prämiertem Films Patton – Rebell in Uniform (1970) von Franklin J. Schaffner, in dem er von Karl Malden dargestellt wird.
Sein letzter öffentlicher Auftritt erfolgte im Januar 1981 bei der Amtseinführung Ronald Reagans. Bradley verbrachte die letzten Jahre seines Lebens im William Beaumont Army Medical Center in Texas und verstarb 1981. Seine Beisetzung fand am 14. April auf dem Nationalfriedhof Arlington statt.
Bradley war Freimaurer und wurde 1923 in der West Point Loge Nr. 877, Highland Falls, New York, zum Meister erhoben.

## Ehrungen und Auszeichnungen
Ehrungen
- Ein Museum und eine Bibliothek in seiner Heimatstadt Moberly im Randolph County, Missouri erhielten seinen Namen.
- Die Schützenpanzer M2 Bradley und M3 Bradley wurden nach ihm benannt.
- Eine US-Briefmarke einer Serie von 2000 trägt sein Porträt.
- In der Historischen Rangordnung der höchsten Offiziere der Vereinigten Staaten wird er auf dem 22. Rang geführt.

Auszeichnungen
Auswahl der Auszeichnungen, sortiert in Anlehnung der Order of Precedence of the Military Awards:
- Defense Distinguished Service Medal
- Army Distinguished Service Medal (4 ×)
- Navy Distinguished Service Medal
- Silver Star
- Legion of Merit
- Bronze Star
- Presidential Medal of Freedom
- Order of the Bath
- Kommandeurskreuz des Ordens der Wiedergeburt Polens
- Croix de guerre mit bronzener Palme
- Kriegskreuz von Luxemburg
- Kutusoworden 1. Klasse
- Suworoworden 1. Klasse

## Schriften
- Omar N. Bradley: A Soldier’s Story. ISBN 0-375-75421-0
- Omar N. Bradley, Clay Blair: A General’s Life. An Autobiography. 1983.